# Conus socialis
Espèce
Conus socialis est une espèce fossile de mollusques gastéropodes marins de la famille des Conidae.

## Taxonomie

### Publication originale
L'espèce Conus socialis a été décrite pour la première fois en 1895 par le géologue et paléontologiste germano-néerlandais Johann Karl Ludwig Martin (d) (1851-1942) dans « Sammlungen des geologischen Reichs-Museums in Leiden »,.